# Dimitry Imbongo
Dimitry Imbongo est un footballeur français d'origine congolais né le 28 mars 1990. Il joue au poste d'attaquant avec le Barakaldo CF.

## Biographie
Le 16 juillet 2012, Dimitry Imbongo signe au Revolution de la Nouvelle-Angleterre en MLS.